# Županič
Županič  je priimek več znanih Slovencev in tujcev (Čehov):
- Anže Županič, matematični biolog
- David Županič, nogometaš
- Davorin Zupanič (1912—1983), dirigent in glasbeni urednik
- Franc Željko Županič (*1962), elektrotehnik, vojaški pilot, polkovnik SV, ataše, dr. varstvoslovja
- Jan Županič (*1972), češki zgodovinar
- Jernej Županič (*1982), literarni kritik, prevajalec, pesnik, pisatelj
- Katarina Županič (1855—1921), narodopiska (mati Nika Županiča)
- Ladislav Županič (*1943), češki igralec
- Niko Županič (1876—1961), zgodovinar, arheolog, paleoetnolog/antropolog, politik, univ. profesor